# Zeriassa pardii
Espèce
Zeriassa pardii est une espèce de solifuges de la famille des Solpugidae.

## Distribution
Cette espèce est endémique de Somalie.

## Description
Le mâle holotype mesure 10,5 mm et la femelle paratype 11 mm.

## Étymologie
Cette espèce est nommée en l'honneur de Leo Pardi.

## Publication originale
- Simonetta & Cave, 1968 : A tentative revision of the ceromids and solpugids (Arachnida, Solifugae) from Ethiopia and Somalia in the Italian Museums. Monitore Zoologico Italiano, n.s., Supplemento, vol. 2, p. 151–180.